# Farigia musara
Farigia musara är en fjärilsart som beskrevs av William Schaus 1901. Farigia musara ingår i släktet Farigia och familjen tandspinnare. Inga underarter finns listade i Catalogue of Life.